# Cedar Rapids and Missouri River Railroad
A Cedar Rapids and Missouri River Railroad egy olyan vasúttársaság volt, amely az iowai Cedar Rapids és az iowai Council Bluffs, mely a Missouri folyó partján feküdt, épített és üzemeltetett egy vasútvonalat. Ez volt az első vasútvonal, amely elérte az iowai Council Bluffsot, az első transzkontinentális vasútvonal keleti végállomását. Az iowai Ames városát a vonal egyik állomásaként hozták létre. Ez volt az egyike annak a négy vasútvonalnak, amelyek az 1856-os iowai földtörvény eredményeként épültek, amely földtámogatásokat adott a vasutak számára.
A vasúttársaságot 1860. január 16-án szervezték meg, és nagyrészt a már Clintontól Cedar Rapidsig működő Chicago, Iowa and Nebraska Railroad részvényeseiből állt össze.
Thomas Clark Durant, a Union Pacific Railroad bárója a CR&M részvényeivel manipulálva növelte vagyonát. Durant egy másik iowai földtámogatásokat kapó vasúttársaság, a Mississippi and Missouri Railroad (M&M) felett gyakorolt ellenőrzést, és azzal, hogy azt terjesztette, hogy a transzkontinentális vasútvonal csatlakozni fog hozzá, felhajtotta a részvényeit. Ezzel egyidejűleg megvásárolta az így elértéktelenedő CR&M részvényeket. Ezután Durant kijelentette, hogy a CR&M lesz a választott vasútvonal a transzkontinentális összeköttetéshez. Ezután visszavásárolta az elértéktelenedett M&M részvényeket. Ezzel Durant és társai körülbelül 5 millió dollárt kerestek.
A vasút számára 1864-ben alapították Ames városát, amelyet John Blair, a CR&M elnöke Oakes Ames massachusettsi kongresszusi képviselőről nevezett el.
1862 júliusában a Galena and Chicago Union Railroad örökös bérbe vette a vonalat. A galénai vonalat viszont 1864. június 2-án összevonták a Chicago and North Western Railwayvel, és a Council Bluffsig tartó vonal 1867 januárjában elkészült. A bérleti szerződést 1884-ben hivatalosan is eladássá alakították.